# Ramon Chisvert Ballester

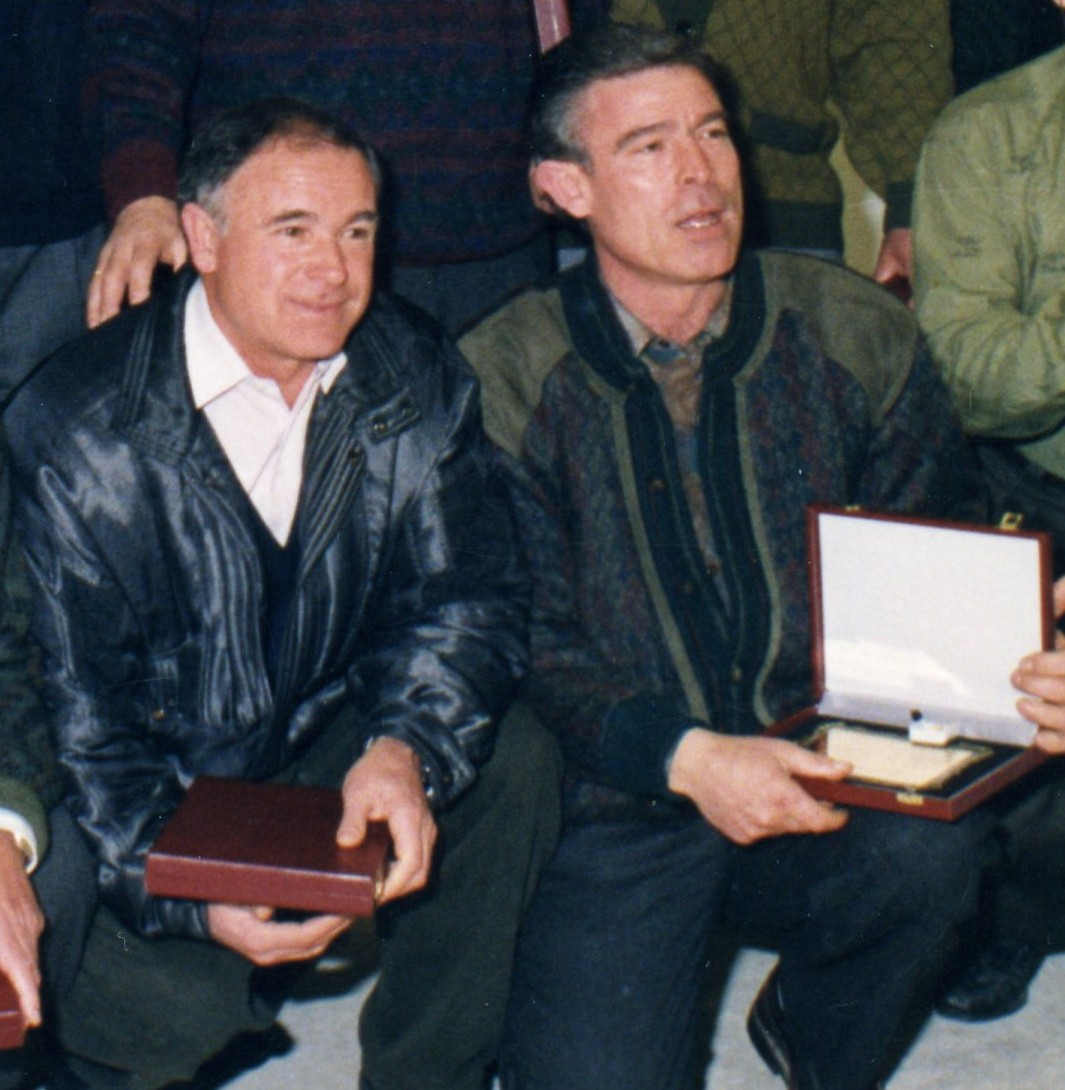
Els Gats: Ramon a l'esquerra i Lluís a la dreta

Ramon Chisvert Ballester (L'Eliana, 1939), més conegut com a Gat I, va ser un jugador professional de pilota valenciana, en la modalitat d'Escala i corda. Fill d'un famós jugador de carrer i germà de Gat II. Al trinquet excel·lí com a "mitger" durant els anys 60 i 70, on era considerat el millor mitger dels trinquets valencians. A finals dels 70 passa a fer de "punter", i fou marxador del Trinquet de Pelayo.
Va formar part de la generació de pilotaris de L'Eliana formada pel seu germà, Ricardet, Julio, Alberto, Locheta i Juan Montserrat. De jove va despuntar com a jugador de futbol, però va rebutjar ofertes professionals per tal de dedicar-se a la pilota.
Gat I tenia un fort colp de volea, tenia potència i un estil elegant.

## Palmarès
- Campió Nacional d'Escala i corda: 1966, 1973 i 1980
- Subcampió Nacional d'Escala i corda: 1974, 1975 i 1982